# Ioan al III-lea al Portugaliei
Ioan al III-lea al Portugaliei (portugheză: João III, AFI ʒuˈɐ̃ũ), (n. 7 iunie 1502, Castle of Saint George⁠(d), Districtul Lisabona, Portugalia – d. 11 iunie 1557, Lisabona, Districtul Lisabona, Portugalia) supranumit o Piedoso („Cel Pios”), a fost al cincisprezecilea rege al Portugaliei și al Algarve.
Născut în Lisabona, a fost fiul regelui Manuel I al Portugaliei, și a reginei consoartă Maria de Aragon (a treia fiică a lui Ferdinand al II-lea de Aragon și a Elisabetei I a Castiliei). Ioan i-a urmat pe tron tatălui său în 1521, la numai nouăsprezece ani. În perioada în care el a urcat pe tron, Imperiul Portughez se afla la culmea puterii sale mercantile și coloniale, iar capitala lui, Lisabona, ocupa o poziție de importanță globală din punct de vedere comercial. În timpul domniei sale, posesiunile portugheze din Asia și Lumea Nouă au fost extinse, în special prin colonizarea portugheză a Braziliei. Politica lui Ioan al III-lea de întărire a bazelor portugheze din India (precum Goa) a asigurat monopolul portughez asupra comerțului cu mirodenii, și datorită acestui fapt Ioan al III-lea a fost numit „Regele Băcan”. 
Pe durata domniei sale, portughezii au devenit primii europeni care au intrat în contact atât cu China, în timpul Dinastiei Ming, cât și cu Japonia, în perioada Muromachi. A abandonat teritoriile musulmane din Africa de Nord, în favoarea comerțului cu India și investițiilor din Brazilia. În Europa, a îmbunătățit relațiile Portugaliei cu regiunea baltică și Rhinelandul, sperând că va stimula astfel comerțul țării. 
Ioan a fost responsabil pentru evanghelizarea Orientului Îndepărtat și Braziliei, parțial prin trimiterea acolo a misionarilor iezuiți. Atât iezuiții, cât și Inchiziția portugheză, introdusă în 1536, aveau să devină instituții cheie în Portugalia și pe cuprinsul imperiului. Iezuiții au avut un rol important în medierea relațiilor dintre portughezi și nativi, iar Inchiziția a scutit Portugalia de conflictele civile și războaiele religioase din Franța și din alte țări ale Europei secolului XVI. În ultimii ani ai domniei lui Ioan, colonia portugheză Brazilia își începuse dezvoltarea rapidă ca producătoare de zahăr, ceea ce a compensat declinul gradual al veniturilor din Asia, și acea dezvoltare a continuat pe durata domniei nepotului și succesorului său, Sebastian al Portugaliei, care a devenit rege după ce Ioan a murit de apoplexie, în 1557. 

## Primii ani
Prințul Ioan, fiul cel mare al regelui Manuel, s-a născut pe 6 iunie 1502. Evenimentul a fost marcat de o capodoperă a teatrului portughez, „Piesa Vizitării, sau Monologul Văcarului” de Gil Vicente, pusă în scenă în camera reginei. 
Tânărul prinț a fost declarat moștenitor al tronului în 1503, și a primit o educație aleasă, avându-i printre profesori pe astrologul Tomás de Torres și pe Diogo de Ortiz, Episcop de Viseu. Unul dintre profesorii săi a fost Luís Teixeira, un umanist educat în Italia. Cronicarul lui Ioan a afirmat că „D. Ioan al III-lea făcea cu ușurință față problemelor, compensându-și pe timpul domniei lipsurile din cultură cu deprinderile dobândite din experiențe” (António de Castilho, Elogio d'el-rei D. João de Portugal, terceiro, do nome). În 1514 a primit o casă proprie, și în câțiva ani a început să-și ajute tatăl în chestiunile administrative. 
Când avea șaisprezece ani s-a stabilit că se va căsători cu verișoara lui primară, Eleonora de Habsburg, fiica cea mare a lui Filip cel Frumos de Austria-Burgundia și a Ioanei de Castilia, dar până la urmă ea s-a căsătorit cu tatăl lui Ioan, regele Manuel I, care rămăsese văduv. Ioan s-a simțit profund ofensat : cronicarii au notat că de atunci a devenit melancolic, și nu a mai fost ca înainte. Unii istorici pretind că acesta a fost unul din motivele principale care aveau să-l determine pe Ioan să devină un credincios fervent. 

## Începutul domniei
Pe 19 decembrie 1521, la vârsta de nouăsprezece ani, a fost încoronat rege în Biserica Saint Dominique din Lisabona, începându-și astfel domnia de 36 de ani, care a fost caracterizată de activitate intensă în politica internă și externă, în special în ceea ce privește celelalte state europene. 
Căsătoria sorei lui Ioan, Elisabeta a Portugaliei, cu Carol Quintul, Împărat Roman, i-a permis regelui portughez să stabilească o alianță mai strânsă cu Spania și Sfântul Imperiu Roman. Pentru a-și întări legăturile cu Austria, s-a căsătorit cu verișoara lui primară pe linie maternă, Ecaterina de Habsburg, sora mai mică a lui Carol Quintul. Acel mariaj i-a dat nouă copii lui Ioan, dar majoritatea au murit de mici. La moartea lui Ioan, numai nepotul său Sebastian supraviețuise pentru a moșteni coroana. 
Ioan al III-lea a continuat să centralizeze statul portughez, după modelul absolutist al predecesorilor săi. A organizat Adunări numai de trei ori, la intervale foarte mari de timp : în 1525 la Torres Novas, în 1535 la Évora și în 1544 la Almeirim. A încercat de asemenea să restructureze viața administrativă și judiciară din ținuturile sale. 

## Declin
Spre sfârșitul domniei lui Ioan al III-lea, Portugalia a intrat într-o perioadă problematică din punct de vedere economic, social și politic, care a avut drept rezultat slăbirea puterii statului. 

### Presiune economică
Vastul și dispersatul Imperiu Portughez era dificil și scump de administrat, și s-a confruntat cu datorii externe enorme și deficite comerciale. Interesele portugheze în India și Orientul Îndepărtat au devenit din ce în ce mai haotice, din cauza administrării defectuoase a unor guvernatori ambițioși. Ioan al III-lea a răspuns prin numirea altor persoane în funcții importante, dar mandatul lor s-a dovedit a fi unul scurt și problematic : în unele cazuri, noii guvernatori au trebuit chiar să lupte cu predecesorii lor pentru a-și intra în drepturi. Eșecurile administrative care au rezultat au adus un declin treptat al monopolului comercial portughez. 
Printre guvernatorii din timpul lui Ioan al III-lea în acea regiune s-au aflat : Vasco da Gama, Henrique de Meneses, Pedro Mascaranhas, Lopo Vaz de Sampaio, Nuno da Cunha, Estêvão da Gama, Martim Afonso de Sousa și João de Castro.

### Creșterea puterii iezuite duce la conflicte sociale și economice
Fondarea Societății lui Isus în 1534 (aprobată de Papa Paul al III-lea în 1540), și introducerea Inchiziției portugheze în 1536 (rezultatul fundamentalismului religios al lui Ioan), au fost printre cauzele problemelor economice. Ioan a fost atât de determinat să întărească Inchiziția, încât s-a folosit de cantități semnificative de aur pentru a trimite ambasadori la Papă. Deși Societatea lui Isus a avut un rol important în evanghelizarea populațiilor de peste mări, în Portugalia a avut un impact dezastruos, folosind aurul Imperiului - oferit de Ioan însuși - pentru a construi un număr mare de edificii religioase. Iezuiții au cauzat de asemenea un sentiment de instabilitate în rândul nobililor, majoritatea aparținând de ordinele religioase deja existente, precum și între universitățile care îi considerau un rival motivat doar de fanatism religios. În sfârșit, persecutarea de către iezuiți a multor negustori evrei importanți, care au fost omorâți sau au trebuit să fugă din stat, a avut un efect devastator asupra economiei statului. 

### Presiuni militare
Pe mări, Imperiul era amenințat de Turcia atât în Oceanul Indian, cât și în Africa de Nord, astfel încât Portugalia a cheltuit mai mult pentru defensiva ei și fortificații. Între timp, în Oceanul Atlantic, unde navele portugheze trebuiau oricum să facă față atacurilor corsarilor, stabilirea inițială a unor coloniști francezi în Brazilia a creat un nou „front”. Francezii au făcut alianțe cu sud-americanii nativi împotriva portughezilor, și s-au folosit de intervenții militare și politice. Au fost obligați să plece doar în 1565. 
În primii ani ai domniei lui Ioan al III-lea, explorațiile din Orientul Îndepărtat au continuat, și portughezii au ajuns în China și Japonia; totuși, aceste realizări au fost umbrite de presiunile Imperiului Otoman aflat în expansiune sub conducerea lui Soleiman Magnificul, în special în India, unde atacurile au devenit tot mai frecvente. Costurile necesare pentru apărarea intereselor portugheze în India erau enorme. Pentru a le apăra, Ioan al III-lea a abandonat mai multe cetăți din Africa de Nord (Safim, Azamor, Alcacer Ceguer și Arzila).

### Criza dinastică
Toți copiii lui Ioan al III-lea au murit înaintea lui, deși unul dintre fii, numit tot Ioan, avusese un copil cu Ioana a Spaniei înainte să moară. Fiul postum, nepotul lui Ioan al III-lea, avea să devină Sebastian I al Portugaliei. Sebastian nu a avut urmași. După moartea sa timpurie, coroana a revenit unchiului său, cardinalul Henric. Nici el nu a avut copii, și domnia sa a durat doar doi ani (1578-1580). Criza dinastică ce a urmat i-a permis lui Filip al II-lea al Spaniei să preia controlul în Portugalia în numele dinastiei habsburgice. 